# نزامیسلیتسه (ناحیه کلاتووی)
نزامیسلیتسه (به چکی: Nezamyslice) یک منطقهٔ مسکونی در جمهوری چک است که در ناحیه کلاتووی واقع شده‌است. نزامیسلیتسه ۷٫۰۹ کیلومتر مربع مساحت و ۲۱۸ نفر جمعیت دارد و ۴۸۸ متر بالاتر از سطح دریا واقع شده‌است.